# Brénaz
Brénaz is een plaats en voormalige gemeente in het Franse departement Ain in de regio Auvergne-Rhône-Alpes en telt 92 inwoners (2009). De oppervlakte bedraagt 9,5 km², de bevolkingsdichtheid is dus 9,7 inwoners per km². Op 1 januari 2019 is Brénaz opgegaan in de nieuwe gemeente Arvière-en-Valromey. 

## Demografie
Onderstaande figuur toont het verloop van het inwoneraantal van Brénaz vanaf 1962. 
Vanwege een beveiligingsprobleem met de MediaWiki Graph-software is het momenteel niet mogelijk deze grafiek weer te geven. Zodra de software is bijgewerkt zal de grafiek vanzelf weer zichtbaar worden.